# Quy tắc và Thực hành thống nhất Tín dụng chứng từ
Quy tắc và Thực hành thống nhất Tín dụng chứng từ (tiếng Anh: The Uniform Customs and Practice for Documentary Credits, viết tắt là UCP) là một bộ các quy định về việc ban hành và sử dụng thư tín dụng (hay L/C). UCP được các ngân hàng và các bên tham gia thương mại áp dụng ở trên 175 quốc gia. Khoảng 11-15% thương mại quốc tế sử dụng thư tín dụng với tổng giá trị hơn 1.000 tỷ USD mỗi năm.
Về mặt lịch sử, các bên tham gia thương mại, đặc biệt là các ngân hàng, đã phát triển các kỹ thuật nghiệp vụ và các phương pháp sử dụng thư tín dụng trong tài chính-thương mại quốc tế. Các thông lệ này đã được Phòng thương mại quốc tế (ICC) tiêu chuẩn hóa thông qua việc xuất bản UCP năm 1933 và tiếp theo đó là cập nhật nó qua các năm. ICC đã phát triển và đưa vào khuôn khổ UCP bằng các bản sửa đổi thường xuyên, bản trước đây là UCP500. Kết quả là nỗ lực quốc tế thành công nhất trong việc thống nhất các quy định từ trước đến nay, khi UCP đã có hiệu lực thực tế trên toàn thế giới. Bản sửa đổi mới nhất đã được Ủy ban Ngân hàng của ICC phê chuẩn tại cuộc họp ở Paris vào ngày 25 tháng 10 năm 2006. Bản sửa đổi mới này, gọi là UCP600, đã chính thức bắt đầu hiệu lực từ ngày 1 tháng 7 năm 2007.

## UCP500
UCP500 hay UCP 500 là thuật ngữ viết tắt của cụm từ tiếng Anh: Uniform Customs and Practice for Documentary Credits do Phòng thương mại quốc tế (ICC) phát hành năm 1993 bản sửa đổi lần thứ 500. Nó được dịch ra tiếng Việt là
Quy tắc và thực hành thống nhất về tín dụng chứng từ hay Tập quán và thông lệ thống nhất về tín dụng chứng từ lần sửa đổi thứ 500 năm 1993. Nó gồm 49 điều, được chia thành 7 phần (từ A tới G) và đề cập tới các vấn đề có liên quan đến tín dụng chứng từ mà từ năm 1993 cho đến hiện nay (thời điểm năm 2005) vẫn đang được áp dụng trong thanh toán quốc tế các chứng từ thương mại.

### Nội dung
UCP500 được chia thành 7 phần như sau: 
- A. Các điều khoản và định nghĩa chung (Các điều từ 1 tới 5)
- B. Dạng và thông báo tín dụng (Các điều từ 6 tới 12)
- C. Trách nhiệm và nghĩa vụ (Các điều từ 13 tới 19)
- D. Chứng từ (Các điều từ 20 đến 38)
- E. Các điều khoản phụ khác (Các điều từ 39 tới 47)
- F. Tín dụng chuyển nhượng (Điều 48)
- G. Chuyển nhượng quyền (Điều 49)

Trong bài này chỉ liệt kê tên các điều khoản mà không chỉ rõ nội dung của từng điều khoản. Có thể tham khảo thêm nội dung cụ thể của mọi điều khoản bằng cách liên hệ trực tiếp với Phòng thương mại quốc tế theo địa chỉ sau để có nội dung chính thức bằng một số ngôn ngữ phổ dụng:
International Chamber of Commerce
The world business organization, 38, Cours Albert ler
75008 Paris, France
Tel: + 33 1 49 53 28 28
Fax: + 33 1 49 53 28 59
E-mail: icc@iccwbo.org
hoặc tại các ngân hàng khu vực có dịch vụ thanh toán quốc tế để nhận được bản bằng tiếng địa phương đã được ICC công nhận.

#### A. Các điều khoản và định nghĩa chung
- Điều 1 - Áp dụng của UCP
- Điều 2 - Ý nghĩa của tín dụng
- Điều 3 - Tín dụng và hợp đồng
- Điều 4 - Chứng từ và Hàng hóa/Dịch vụ/Việc thi hành
- Điều 5 - Các chỉ dẫn để phát hành/sửa đổi tín dụng

#### B. Dạng và thông báo tín dụng
- Điều 6 - Tín dụng hủy ngang/không hủy ngang
- Điều 7 - Trách nhiệm của ngân hàng thông báo
- Điều 8 - Sự hủy ngang tín dụng
- Điều 9 - Trách nhiệm của ngân hàng phát hành và ngân hàng xác nhận
- Điều 10 - Các dạng tín dụng
- Điều 11 - Tín dụng điện tín và tiền (trước) thông báo
- Điều 12 - Sự không hoàn thiện hay các điều khoản không rõ ràng

#### C. Trách nhiệm và nghĩa vụ
- Điều 13 - Tiêu chuẩn kiểm tra chứng từ
- Điều 14 - Các chứng từ có sai khác và thông báo
- Điều 15 - Phủ nhận về tính hiệu quả của chứng từ
- Điều 16 - Phủ nhận về việc truyền tải thông điệp
- Điều 17 - Bất khả kháng (Force Majeure)
- Điều 18 - Phủ nhận về các hành động của bên ra chỉ thị
- Điều 19 - Các thỏa thuận về bồi hoàn từ ngân hàng tới ngân hàng

#### D. Chứng từ
- Điều 20 - Sự mơ hồ đối với người phát hành chứng từ
- Điều 21 - Người phát hành hay nội dung không cụ thể của chứng từ
- Điều 22 - Ngày phát hành chứng từ và ngày tín dụng
- Điều 23 - Vận tải đơn đường biển
- Điều 24 - Vận đơn đường biển không có tính chuyển nhượng
- Điều 25 - Vận đơn thuê tàu
- Điều 26 - Chứng từ vận tải đa phương thức (MTD)
- Điều 27 - Chứng từ vận tải hàng không, đường bộ, đường sắt hay đường nội thủy.
- Điều 28 - Các chứng từ vận tải
- Điều 29 - Biên lai của bưu điện và dịch vụ phát chuyển nhanh
- Điều 30 -Các chứng từ vận tải được phát hành bởi các đại lý vận tải
- Điều 31 - "Trên boong", "Người giao hàng xếp và đếm hàng", Tên người ủy thác.
- Điều 32 - Các chứng từ vận tải hoàn hảo
- Điều 33 - Các chứng từ vận tải với cước vận tải được trả/đã trả
- Điều 34 - Các chứng từ bảo hiểm
- Điều 35 - Dạng bảo chứng bảo hiểm
- Điều 36 - Bảo chứng cho bảo hiểm toàn bộ rủi ro
- Điều 37 - Hóa đơn thương mại
- Điều 38 - Các chứng từ khác

#### E. Các điều khoản phụ khác
- Điều 39 - Các chiết khấu trong giá trị/số lượng/đơn giá của tín dụng
- Điều 40 - Giao hàng/rút ra từng phần
- Điều 41 - Giao hàng/rút ra mỗi lần
- Điều 42 - Ngày hết hạn và nơi xuất trình chứng từ
- Điều 43 - Giới hạn về ngày hết hạn
- Điều 44 - Gia hạn ngày hết hạn
- Điều 45 - Giờ xuất trình
- Điều 46 - Các từ ngữ chung cho ngày giao hàng
- Điều 47 - Thuật ngữ về ngày cho các chu kỳ giao hàng

#### F. Tín dụng chuyển nhượng
- Điều 48 - Tín dụng chuyển nhượng

#### G. Sự chuyển nhượng quyền
- Điều 49 - Sự chuyển nhượng quyền